# Traipu
Traipu là một đô thị thuộc bang Alagoas, Brasil. Đô thị này có diện tích 697,84 km², dân số năm 2007 là 24460 người, mật độ 35,05 người/km².